# Немой дом
«Немой дом» (исп. La casa muda) — малобюджетный уругвайский фильм ужасов 2010 года, поставленный Густаво Эрнандесом. Фильм с успехом прошёл на кинофестивалях, в том числе был показан на «Двухнедельнике режиссёров» Каннского кинофестиваля. Он выдвигался от Уругвая соискание премии «Оскар» за лучший иностранный фильм, но в итоге не был номинирован.
Уже через год на фильм был снят американский ремейк «Тихий дом».

## Сюжет
Молодая девушка Лаура со своим отцом Уинстоном приезжают к загородному дому, находящемуся в пустынной местности. В доме давно никто не живёт, и его окна заколочены. Вскоре туда же приезжает их знакомый Нестор, владелец дома. Уинстон и Нестор обсуждают, что поскольку Нестор решил продать дом, его надо привести в порядок, чем и займутся Уинстон с Лаурой. Нестор обещает позже приехать и привезти еду.
Поскольку уже сумерки, Уинстон и Лаура собираются лечь спать в одной из комнат, где стоят два кресла. Электричества нет, и они освещают пространство вокруг фонарями. Уинстон засыпает, а Лаура внезапно слышит шаги и шум наверху. Она будит Уинстона, который говорит, что проверит, что там, но потом они лягут спать. Уинстон поднимается наверх, и Лаура слышит его крик и падение. Она пытается обследовать дом, а потом, вернувшись, видит труп Уинстона со связанными руками в той же комнате.
Лаура пытается выбежать из дома, но дверь оказывается закрытой. Найдя серп и вооружившись им, с лампой в руке она начинает обходить все комнаты, ища ключ. Вернувшись в ту же комнату, она видит, что труп её отца теперь сидит в кресле, и на коленях у него тряпичная кукла. Лаура идёт на второй этаж, где также несколько комнат. В одной из комнат, где много закрытых картин, Лаура слышит шаги и прячется под столом. В комнату заходит человек с ножом, но потом выходит. Лаура находит ключ и выбегает из дома. Она слышит, что за ней кто-то гонится, но не видит преследователя. Затем она видит вдали фигуру маленькой девочки в белом.
На дороге Лауру чуть не сбивает Нестор. Он везёт её обратно в дом, чтобы выяснить, что случилось. Нестор с фонарём начинает обследовать дом, причём трупа Уинстона нигде нет. Исчезает и Нестор. Оказавшись с тёмной комнате без лампы, Лаура находит фотоаппарат «Polaroid» и его вспышками освещает себе дорогу. Одна из вспышек высвечивает маленькую девочку в белом. В другой комнате Лаура обнаруживает детскую коляску со множеством фотографий с «Polaroid», а затем кровать, рядом с которой стена также увешана снимками. На фото она видит в основном Нестора с девушкой в нижнем белье, однако на некоторых фото изображена сама Лаура.
Лаура спускается вниз и видит Нестора, лежащего со связанными руками. Он кажется мёртвым, но затем открывает глаза. Нестор говорит, что позвал Уинстона специально чтобы снова увидеть Лауру. Лаура спрашивает его, вспоминал ли он их дочь, которая сейчас здесь. Лаура становится всё более агрессивной и обвиняет Нестора и отца в смерти девочки. Она сажает Нестора в кресло, кладёт ему на колени куклу, и убивает его серпом.
Параллельно с финальными титрами показывается множество поляроидных фото, изображающих Нестора и Уинстона с полуобнажёнными девушками. На некоторых фото показана беременная Лаура. После титров идёт заключительная сцена, в которой Лаура на рассвете выходит из дома и ищет кого-то во дворе. К ней подбегает маленькая девочка, и Лаура говорит, что они пойдут к бабушке. Она идёт дальше по полю, разговаривая с девочкой, однако теперь видно, что на самом деле рядом с ней никого нет.

## В ролях
- Флоренция Коллуччи — Лаура
- Абель Трипальди — Нестор
- Густаво Алонсо — Уилсон
- Мария Салазар — девочка

## Художественные особенности
Фильм был снят за четыре дня на цифровой фотоаппарат Canon EOS 5D Mark II, став первым латиноамериканским фильмом, снятым на фотоаппарат.
Особенностью картины является то, что камера всё время следует за Лаурой, так что складывается ощущение, что фильм снят одним кадром. При этом в конце фильма становится понятно, что в действительности событий разворачивались не совсем так, как они показаны в основной части. Тот факт, что съёмка осуществлена одним кадром, подвергался сомнению в связи с тем, что для данной модели фотоаппарата фрагмент возможной непрерывной съёмки заявлен в 12 минут.

## Отзывы
Питер Брэдшоу оценил фильм на 4 балла из 5, назвав его «умным и страшным» и отметив техническую изобретательность, с которой создаётся атмосфера страха (англ. this is a smart, scary film and a technical tour de force with its own skin-crawling atmosphere of fear).